# Breutelia schlumbergeri
Breutelia schlumbergeri là một loài rêu trong họ Bartramiaceae. Loài này được Schimp. ex Besch. Broth. mô tả khoa học đầu tiên năm 1904.